# Ion Văluță
Ion Văluță ( n. 1 mai 1894, comuna Obreja Veche, județul Bălți, Basarabia - 1981, București) a fost un deputat din Sfatul Țării, organismul care a exercitat puterea legislativă în Republica Democratică Moldovenească, în perioada 1917-1918.

## Studii
A absolvit liceul Numărul 1 B.P. Hașdeu din Chișinău. A urmat dreptul la Universitățile din Petrograd și Odesa. În perioada interbelică a fost de 5 ori deputat în Parlament reprezentând Partidul Național Liberal Brătianu.

## Activitate politică
A organizat societatea studențească „Renașterea ” la Bălți, Bolgrad și Chișinău. A contribuit la introducerea cursurilor de limba română și istoria românilor la Universitatea din Odesa. 
A fost membru în Sfatul Țării delegat de Comitetul Național al ofițerilor, soldaților și studenților din Odesa. La 27 martie 1918 a votat Unirea Basarabiei cu Patria Mamă. A fost de cinci ori parlamentar. În anul 1923 a fost director al Industriei și Comerțului din Basarabia. A fost trimis în misiune Specială de guvernul Vaida la
Varșovia. A fost de mai multe ori membru al Camerelor Agricole, al Consiliului Județean și Comunal din Chișinău. .
A fost de trei ori președinte al Camerei de Comerț și de Industrie din Chișinău. În această calitate a realizat federația tuturor Camerelor de Comerț din Basarabia și a fost ales președinte al acesteia.
A fost vice-președinte al Uniunii Camerelor de Comerț și Industrie din Romania, activând pentru restabilirea comerțului și a agriculturii basarabene. A relevat neajunsurile căilor de comunicație din Basarabia. A reușit să fuzioneze toate casele de credit din Basarabia, creând o singură instituție de credit pentru agricultorii basarabeni.

## Activitate publicistică
A scos revista „Basarabia Economică". 

## Decorații
- Ordinul „Ferdinand I” în gradul de ofițer
- Ordinul „Coroana României” în gradul de comandor[2]